# Lando Norris
Lando Norris (* 13. listopadu 1999 Bristol) je britský automobilový závodník, který od roku 2019 jezdí ve Formuli 1 za tým McLaren. V roce 2024 se v poháru jezdců umístil na konečném 2. místě.
V motokárách začal závodit v sedmi letech. Po úspěšné kariéře, kterou zakončil v roce 2014 světovým titulem, se přesunul do juniorské formule. První titul vyhrál v roce 2015 s týmem Carlin v sérii MSA Formula Championship. Poté získal hned tři tituly v roce 2016 – v Toyota Racing Series, Formula Renault Eurocup a Formula Renault NEC. V roce 2017 vyhrál evropskou Formuli 3 a o rok později skončil druhý za Georgem Russellem ve Formuli 2.
V roce 2017 se stal členem akademie McLarenu, za který ve Formuli 1 od roku 2019 závodí. Jeho prvním týmovým kolegou byl Carlos Sainz Jr., kterého v roce 2021 nahradil Daniel Ricciardo, k další změně došlo v roce 2023, kdy do týmu přišel Oscar Piastri. Pódiové umístění získal poprvé během Grand Prix Rakouska 2020, první závod vyhrál v roce 2024 v Miami.
Celkem ve Formuli 1 vyhrál 8 závodů, získal 12 pole position, zajel 17 nejrychlejších kol a 36krát skončil mezi třemi nejlepšími. S McLarenem má uzavřenou smlouvu do roku 2027.
Jeho partnerkou je Margarida “Magui” Corceiro - portugalská herečka a modelka

## Kariéra

### Raná kariéra
Norris začal svou závodní kariéru v sedmi letech. Jeho profesionální kariéra byla odstartována, když získal pole position na svém prvním národním závodě. V roce 2013 Norris závodil v sérii KF-Junior, vyhrál CIK-FIA European Championship a CIK-FIA International Super Cup a také WSK Euro Series. Následující rok vyhrál CIK-FIA World Championship v sérii KF s týmem Ricky Flynn Motorsport, čímž se stal nejmladším mistrem světa v motokárách v této kategorii. V roce 2014 Norris debutoval v automobilovém závodě v sérii Ginetta Junior Championship, podpůrné sérii britského šampionátu cestovních vozů. V šampionátu skončil třetí, vyhrál čtyři závody a získal Rookie Cup. Pro rok 2015 Norris podepsal smlouvu s týmem Carlin Motorsport, aby mohl jezdit v nově založeném šampionátu MSA Formula Championship (nyní známém jako F4 British Championship). Norris získal osm vítězství, deset pole positions a celkem čtrnáct umístění na stupních vítězů, díky tomu vyhrál šampionát před Ricky Collardem a Coltonem Hertou. Občas se také objevil v ADAC a italských šampionátech Formule 4 s týmem Mücke Motorsport, kde získal šest umístění na stupních vítězů z osmi startů.

### Formule 1
V únoru 2017 se připojil k juniorskému týmu stáje McLaren. V listopadu 2017 se stal oficiálním testovacím a rezervním jezdcem McLarenu pro sezónu 2018. Dne 24. srpna 2018 nastoupil poprvé v pátečním volném tréninku na Grand Prix Belgie.
3. září 2018 oznámil, že bude v sezóně 2019 oficiálním jezdcem McLarenu. 5. července 2020 získal své první pódium na Grand Prix Rakouska. Jeho současným týmovým kolegou je od roku 2023 Oscar Piastri.

## Výsledky
| Legenda k tabulce | Legenda k tabulce                                                                       |
| Barva             | Výsledek                                                                                |
| ----------------- | --------------------------------------------------------------------------------------- |
| Zlatá             | Vítěz                                                                                   |
| Stříbrná          | 2. místo                                                                                |
| Bronzová          | 3. místo                                                                                |
| Zelená            | Bodované umístění                                                                       |
| Modrá             | Nebodované umístění                                                                     |
| Modrá             | Dokončil neklasifikován (NC)                                                            |
| Fialová           | Odstoupil (Ret)                                                                         |
| Červená           | Nekvalifikoval se (DNQ)                                                                 |
| Červená           | Nepředkvalifikoval se (DNPQ)                                                            |
| Černá             | Diskvalifikován (DSQ)                                                                   |
| Bílá              | Nestartoval (DNS)                                                                       |
| Bílá              | Závod zrušen (C)                                                                        |
| Světle modrá      | Pouze trénoval (PO)                                                                     |
| Světle modrá      | Páteční testovací jezdec (TD)                                                           |
| Bez barvy         | Netrénoval (DNP)                                                                        |
| Bez barvy         | Vyřazen (EX)                                                                            |
| Bez barvy         | Nepřijel (DNA)                                                                          |
| Bez barvy         | Odvolal účast (WD)                                                                      |
| Bez barvy         | Nezúčastnil se (prázdné)                                                                |
| Označení          | Význam                                                                                  |
| Tučnost           | Pole position                                                                           |
| Kurzíva           | Nejrychlejší kolo                                                                       |
| †                 | Jezdec nedojel do cíle, ale byl klasifikován, protože odjel více než 90 % délky závodu. |
| ‡                 | Byl udělován poloviční počet bodů, protože bylo odjeto méně než 75 % délky závodu.      |
| Horní index       | Umístění bodujících jezdců ve sprintu                                                   |

### Závodní kariéra
| Sezóna | Série                        | Tým                   | Závody         | Vítězství      | PP             | NK             | Pódia          | Body           | Umístění       |
| ------ | ---------------------------- | --------------------- | -------------- | -------------- | -------------- | -------------- | -------------- | -------------- | -------------- |
| 2014   | Ginetta Junior Championship  | HHC Motorsport        | 20             | 4              | 8              | 2              | 11             | 432            | 3. místo       |
| 2015   | MSA Formula Championship     | Carlin                | 30             | 8              | 10             | 9              | 15             | 413            | 1. místo       |
| 2015   | ADAC Formula 4 Championship  | Mücke Motorsport      | 8              | 1              | 0              | 3              | 6              | 131            | 8. místo       |
| 2015   | Italian F4 Championship      | Mücke Motorsport      | 9              | 0              | 0              | 3              | 1              | 51             | 11. místo      |
| 2015   | BRDC Formula 4 Autumn Trophy | HHC Motorsport        | 4              | 2              | 1              | 1              | 4              | 128            | 5. místo       |
| 2016   | Eurocup Formula Renault 2.0  | Josef Kaufmann Racing | 15             | 5              | 6              | 4              | 12             | 253            | 1. místo       |
| 2016   | Formula Renault 2.0 NEC      | Josef Kaufmann Racing | 15             | 6              | 10             | 4              | 11             | 316            | 1. místo       |
| 2016   | Toyota Racing Series         | M2 Competition        | 15             | 6              | 8              | 5              | 11             | 924            | 1. místo       |
| 2016   | BRDC British Formula 3       | Carlin                | 11             | 4              | 4              | 3              | 8              | 247            | 8. místo       |
| 2016   | FIA Formula 3 European       | Carlin                | 3              | 0              | 0              | 0              | 0              | 0              | —              |
| 2016   | Grand Prix Macaa             | Carlin                | 1              | 0              | 0              | 0              | 0              | —              | 11. místo      |
| 2017   | FIA Formula 3 European       | Carlin                | 30             | 9              | 8              | 8              | 20             | 441            | 1. místo       |
| 2017   | Grand Prix Macaa             | Carlin                | 1              | 0              | 0              | 0              | 1              | —              | 2. místo       |
| 2017   | Formule 2                    | Campos Racing         | 2              | 0              | 0              | 0              | 0              | 0              | 25. místo      |
| 2018   | Formule 2                    | Carlin                | 24             | 1              | 1              | 1              | 9              | 219            | 2. místo       |
| 2018   | WeatherTech SportsCar        | United Autosports     | 1              | 0              | 0              | 0              | 0              | 18             | 58. místo      |
| 2018   | Formule 1                    | McLaren F1 Team       | Rezervní pilot | Rezervní pilot | Rezervní pilot | Rezervní pilot | Rezervní pilot | Rezervní pilot | Rezervní pilot |
| 2019   | Formule 1                    | McLaren F1 Team       | 21             | 0              | 0              | 0              | 0              | 49             | 11. místo      |
| 2020   | Formule 1                    | McLaren F1 Team       | 17             | 0              | 0              | 2              | 1              | 97             | 9. místo       |
| 2021   | Formule 1                    | McLaren F1 Team       | 22             | 0              | 1              | 1              | 4              | 160            | 6. místo       |
| 2022   | Formule 1                    | McLaren F1 Team       | 22             | 0              | 0              | 2              | 1              | 122            | 7. místo       |
| 2023   | Formule 1                    | McLaren F1 Team       | 22             | 0              | 0              | 1              | 7              | 205            | 6. místo       |
| 2024   | Formule 1                    | McLaren F1 Team       | 24             | 4              | 8              | 6              | 13             | 374            | 2. místo       |
| 2025   | Formule 1                    | McLaren F1 Team       | 14             | 5              | 4              | 5              | 12             | 275*           | 2. místo*      |

### Kompletní výsledky ve Formuli 1
| Rok  | Tým             | Šasi           | Motor                                      | 1      | 2      | 3       | 4      | 5       | 6      | 7       | 8      | 9      | 10      | 11       | 12     | 13      | 14     | 15    | 16     | 17     | 18      | 19     | 20     | 21       | 22    | 23      | 24    | Body | Umístění  |
| ---- | --------------- | -------------- | ------------------------------------------ | ------ | ------ | ------- | ------ | ------- | ------ | ------- | ------ | ------ | ------- | -------- | ------ | ------- | ------ | ----- | ------ | ------ | ------- | ------ | ------ | -------- | ----- | ------- | ----- | ---- | --------- |
| 2018 | McLaren F1 Team | McLaren MCL33  | Renault R.E.18 1,6 V6 t                    | AUS    | BHR    | CHN     | AZE    | ESP     | MON    | CAN     | FRA    | AUT    | GBR     | GER      | HUN    | BEL TD  | ITA TD | SIN   | RUS TD | JPN TD | USA TD  | MEX TD | BRA TD | ABU      |       |         |       | –    | –         |
| 2019 | McLaren F1 Team | McLaren MCL34  | Renault E-Tech 19 1,6 V6 t                 | AUS 12 | BHR 6  | CHN 18† | AZE 8  | ESP Ret | MON 11 | CAN Ret | FRA 9  | AUT 6  | GBR 11  | GER Ret  | HUN 9  | BEL 11† | ITA 10 | SIN 7 | RUS 8  | JPN 11 | MEX Ret | USA 7  | BRA 8  | ABU 8    |       |         |       | 49   | 11. místo |
| 2020 | McLaren F1 Team | McLaren MCL35  | Renault E-Tech 20 1,6 V6 t                 | AUT 3  | STY 5  | HUN 13  | GBR 5  | 70A 9   | ESP 10 | BEL 7   | ITA 4  | TUS 6  | RUS 15  | EIF Ret  | POR 13 | EMI 8   | TUR 8  | BHR 4 | SKR 10 | ABU 5  |         |        |        |          |       |         |       | 97   | 9. místo  |
| 2021 | McLaren F1 Team | McLaren MCL35M | Mercedes-AMG F1 M12 E Performance 1,6 V6 t | BHR 4  | EMI 3  | POR 5   | ESP 8  | MON 3   | AZE 5  | FRA 5   | STY 5  | AUT 3  | GBR 4   | HUN Ret  | BEL 14 | NED 10  | ITA 2  | RUS 7 | TUR 7  | USA 8  | MXC 10  | SAP 10 | QAT 9  | SAU 10   | ABU 7 |         |       | 160  | 6. místo  |
| 2022 | McLaren F1 Team | McLaren MCL36  | Mercedes-AMG F1 M13 E Performance 1,6 V6 t | BHR 15 | SAU 7  | AUS 5   | EMI 35 | MIA Ret | ESP 8  | MON 6   | AZE 9  | CAN 15 | GBR 6   | AUT 7    | FRA 7  | HUN 7   | BEL 12 | NED 7 | ITA 7  | SIN 4  | JPN 10  | USA 6  | MXC 9  | SAP Ret7 | ABU 6 |         |       | 122  | 7. místo  |
| 2023 | McLaren F1 Team | McLaren MCL60  | Mercedes-AMG F1 M14 E Performance 1,6 V6 t | BHR 17 | SAU 17 | AUS 6   | AZE 9  | MIA 17  | MON 9  | ESP 17  | CAN 13 | AUT 4  | GBR 2   | HUN 2    | BEL 76 | NED 7   | ITA 8  | SIN 2 | JPN 2  | QAT 3  | USA 24  | MXC 5  | SAP 2  | LVG Ret  | ABU 5 |         |       | 205  | 6. místo  |
| 2024 | McLaren F1 Team | McLaren MCL38  | Mercedes-AMG F1 M15 E Performance 1,6 V6 t | BHR 6  | SAU 8  | AUS 3   | JPN 5  | CHN 26  | MIA 1  | EMI 2   | MON 4  | CAN 2  | ESP 2   | AUT 20†3 | GBR 3  | HUN 2   | BEL 5  | NED 1 | ITA 3  | AZE 4  | SIN 1   | USA 4  | MXC 2  | SAP 61   | LVG 6 | QAT 102 | ABU 1 | 374  | 2. místo  |
| 2025 | McLaren F1 Team | Mclaren MCL39  | Mercedes-AMG F1 M16 E Performance 1,6 V6 t | AUS 1  | CHN 28 | JPN 2   | BHR 3  | SAU 4   | MIA 21 | EMI 2   | MON 1  | ESP 2  | CAN 18† | AUT 1    | GBR 1  | BEL 23  | HUN 1  | NED   | ITA    | AZE    | SIN     | USA    | MXC    | SAP      | LVG   | QAT     | ABU   | 275* | 2. místo* |